# 전기·약 작용
양자장론에서 전기·약 작용(electroweak interaction) 또는 전약력(電弱力)은 높은 에너지에서 약한 상호작용과 전자기력이 하나로 통합하여 만드는 힘이다. 낮은 에너지에서는 약전자기 대칭이 저절로 깨지면서 약력과 전자기력이 분리되지만, 이 이론에서는 하나의 힘에대한 두개의 다른 측면인 것으로 생각한다. 100GeV에 해당하는 작용 에너지보다 큰 에너지에서, 이 둘은 전약력으로 통합된다. 따라서 우주가 아주 뜨거울 경우(대략 1015K의 온도), 약한 상호작용과 전자기력은 전약력으로 통합된다. 전약력의 시대동안 전약력이 강력과 분리되었다. 또한, 쿼크의 시대동안 전약력이 약한 상호작용과 전자기력으로 분리되었다.
셸던 리 글래쇼, 압두스 살람, 스티븐 와인버그은 기본입자 사이에 작용하는 약력과 전자기력의 결합의 이론형성에 대한 공로로 1979년 노벨 물리학상을 수상하였다. 전약력의 존재의 입증은 실험적으로 두번 이루어졌다. 첫번째는 1973년에 거품상자 Gargamelle에서 중성미자가 산란될 때 중성 보존류가 일어남을 발견한 것이다. 두번째는 1983년에 UA1, UA2실험에서 슈퍼 양성자 싱크로트론을 이용하여 양성자-반양성자 충돌을 일으켰을 때 W와 Z게이지 보손을 찾아낸 것이다. 1999년에 헤라르뒤스 엇호프트와 마르티뉘스 펠트만이 전약력의 재규격화 문제를 해결하여 노벨 물리학상을 수상하였다.

## 라그랑지언

### 대칭이 깨지기 전
약전자기력의 라그랑지언은 대칭이 깨지기 전에 네 부분으로 나뉜다.
{\displaystyle {\mathcal {L}}_{E-W}={\mathcal {L}}_{g}+{\mathcal {L}}_{f}+{\mathcal {L}}_{H}+{\mathcal {L}}_{y}}
g항은 게이지 장을 나타낸다. 약전자기력의 게이지 군은 SU(2)×U(1)이므로, SU(2)에 해당하는 세 게이지 보손 W와 U(1)에 해당하는 하나의 게이지 보손 B가 있다. SU(2)는 비가환군이므로, W보존 사이의 상호작용을 포함한다.
{\displaystyle {\mathcal {L}}_{g}=-{\frac {1}{4g^{2}}}W_{a}^{\mu \nu }W_{\mu \nu }^{a}-{\frac {1}{4g'{}^{2}}}B^{\mu \nu }B_{\mu \nu }}
f항은 페르미온을 나타낸다. 최소 커플링을 통해, 페르미온은 게이지 보손과 상호작용한다.
{\displaystyle {\mathcal {L}}_{f}={\overline {q}}_{i}iD\!\!\!\!/\;q_{i}+{\overline {u}}_{i}^{c}iD\!\!\!\!/\;u_{i}^{c}+{\overline {d}}_{i}^{c}iD\!\!\!\!/\;d_{i}^{c}+{\overline {l}}_{i}iD\!\!\!\!/\;l_{i}+{\overline {e}}_{i}^{c}iD\!\!\!\!/\;e_{i}^{c}}
H항은 힉스 장 {\displaystyle h}를 나타낸다.
{\displaystyle {\mathcal {L}}_{H}=|D_{\mu }h|^{2}+{\frac {1}{4}}\lambda (|h|^{2}-v^{2})^{2}}
y항은 유카와 상호작용으로, 힉스 메커니즘을 거치면 페르미온의 질량을 나타낸다.
{\displaystyle {\mathcal {L}}_{y}=y_{u\,ij}\,h\,q_{i}u_{j}^{c}+y_{d\,ij}\,h^{\dagger }\,q_{i}d_{j}^{c}+y_{e\,ij}\,h^{\dagger }\,l_{i}e_{j}^{c}}
이 네항을 다 더하면 전기ㆍ약 작용이 된다

## 같이 보기
- 양자장론의 역사
- 와인버그 각
- 양-밀스 이론

## 참고 문헌
- 김진의 (1984). 《소립자와 게이지 상호작용》. 민음사. ISBN 89-374-3500-4.